# Борилово (Московская область)
Борилово — деревня в Богородском городском округе Московской области России.

## Население
| 1852 | 1859 | 1890 | 1926 | 2002 | 2006 | 2010 |
| ---- | ---- | ---- | ---- | ---- | ---- | ---- |
| 23   | ↗31  | ↘14  | ↗89  | ↘19  | ↘11  | ↗18  |

## География
Деревня Борилово расположена на востоке Московской области, в южной части Богородского городского округа, примерно в 34 км к востоку от Московской кольцевой автодороги и 6 км к юго-западу от центра города Ногинска.
В 8 км к западу от деревни проходит Монинское шоссе Р109, в 1,5 км к северу — Горьковское шоссе М7, в 11 км к югу — Носовихинское шоссе, в 2,5 км к востоку — Московское малое кольцо А107. Ближайшие сельские населённые пункты — деревни Каменки-Дранишниково и Новое Подвязново.
К деревне приписано два садоводческих товарищества (СНТ).

## История
В середине XIX века сельцо Борилово относилось ко 2-му стану Богородского уезда Московской губернии и принадлежало надворному советнику Хоткевичу М. Н., в сельце было 4 двора, крестьян 15 душ мужского пола и 8 душ женского.
В «Списке населённых мест» 1862 года Барилово (Окулово) — владельческое сельцо 2-го стана Богородского уезда Московской губернии по правую сторону Владимирского шоссе (от Богородска), в 5 верстах от уездного города и 17 верстах от становой квартиры, при колодце, с 4 дворами и 31 жителем (16 мужчин, 15 женщин).
По данным на 1890 год — деревня Шаловской волости 2-го стана Богородского уезда с 14 жителями.
В 1913 году — 10 дворов.
По материалам Всесоюзной переписи населения 1926 года — деревня Подвязненского сельсовета Пригородной волости Богородского уезда в 2,1 км от Владимирского шоссе и 4,3 км от станции Богородск Нижегородской железной дороги, проживало 89 жителей (30 мужчин, 59 женщин), насчитывалось 18 хозяйств, из которых 15 крестьянских.
С 1929 года — населённый пункт Московской области.
Административно-территориальная принадлежность
1929—1930 гг. — деревня Каменско-Дранишниковского сельсовета Богородского района.
1930—1954 гг. — деревня Каменско-Дранишниковского сельсовета Ногинского района.
1954—1957, 1959—1963, 1965—1994 гг. — деревня Аксёно-Бутырского сельсовета Ногинского района.
1957—1959 гг. — деревня Загорновского сельсовета Ногинского района.
1963—1965 гг. — деревня Аксёно-Бутырского сельсовета Орехово-Зуевского укрупнённого сельского района.
1994—2006 гг. — деревня Аксёно-Бутырского сельского округа Ногинского района.
2006 - 2018 гг. — деревня сельского поселения Аксёно-Бутырское Ногинского муниципального района.
С 2019 года — деревня Старокупавинской территории Богородского городского округа.